# Турска на Европском првенству у атлетици на отвореном 2018.
Турска је учествовало на 24. Европском првенству у атлетици на отвореном 2018. одржаном у Берлину, (Немачка), од 6. до 12. августа. То је било њено двадесето учешће на европским првенствима. Репрезентацију Турске представљало је 38 спортиста (27 мушкараца и 11 жена) који су се такмичили у 27 дисциплине (17 мушких и 10 женских).
На овом првенству Турска је заузела 13. место по броју освојених медаља са 5 медаља (1 златна, 2 сребрне и 2 бронзане). У табели успешности према броју и пласману такмичара који су учествовали у финалним такмичењима (првих 8 такмичара) Турска је са 18 учесника у финалу заузело 15. место са 46,50 бодова.
| Пл. | Земља  | 1. место | 2. место | 3. место | 4. место | 5. место | 6. место | 7. место | 8. место | Бр. фин. | Бодови |
| --- | ------ | -------- | -------- | -------- | -------- | -------- | -------- | -------- | -------- | -------- | ------ |
| 15. | Турска | 1-8      | 2-14     | 2-12     | 2-7,50   | -        | 1-3      | 1-2      | -        | 9        | 46,50  |

## Учесници
| Мушкарци: - Жак Али Харви — 100 м, 4 х 100 м - Елмер Зафер Бармес — 100 м, 4 х 100 м - Јигитџан Хекимоглу — 100 м, 4 х 100 м - Рамил Гулијев — 200 м, 4 х 100 м - Јавуз Џан — 400 м, 4 х 400 м - Батухан Алтинташ — 400 м, 4 х 400 м - Полат Кембоји Арикан — 5.000 м, 10.000 м - Кан Киген Озбилен — 5.000 м, 10.000 м - Рамазан Оздемирн — 5.000 м - Арас Каја — 10.000 м, 3.000 м препреке - Јавуз Аграли — Маратон - Мерт Гирмалегесе — Маратон - Узејир Сојлемез — Маратон - Омер Алканоглу — Маратон - ЈМузафер Бајрам — Маратон - Јасмани Копељо Ескобар — 400 м препоне - Тарик Лангат Акда — 3.000 м препреке - Абдулах Тутунци — 4 х 400 м - Акин Озјурек — 4 х 400 м - Салих Коркмаз — 20 км ходање - Алперен Аџет — Скок увис - Алпер Кулаксиз — Скок удаљ - Кан Озупек — Троскок - Неџати Ер — Троскок - Еркимент Олгундениз — Бацање кугле - Ешреф Апак — Бацање кладива - Озкан Балтаџи — Бацање кладива | Жене: - Јасемин Џан — 5.000 м, 10.000 м - Тубаи Ердал — Маратон - Уму Кираз — Маратон - Елиф Дагделен — Маратон - Елиф Горен — 400 м препоне - Озлем Каја — 3.000 м препреке - Мерјем Бекмез — 20 км ходање - Семиха Мутлу — 50 км ходање - Карин Мелис Меј — Скок удаљ - Кивилџим Салман — Бацање кладива - Еда Тугсуз — Бацање копља |  |

## Освајачи медаља (5)

### Злато (1)
- Рамил Гулијев — 200 м

### Сребро (2)
- Јасмани Копељо Ескобар — 400 м препоне
- Емре Зафер Барнес, Жак Али Харви, 
 Јигиџан Хемикоглу, Рамил Гулијев — 4х100 м

### Бронза (2)
- Жак Али Харви — 100 м
- Јасемин Џан — 5.000 м

## Резултати

### Мушкарци
| Атлетичар              | Дисциплина       | Лични рекорд | Квалификације         | Квалификације         | Полуфинале            | Полуфинале            | Финале                | Финале               | Детаљи |
| Атлетичар              | Дисциплина       | Лични рекорд | Резултат              | Место                 | Резултат              | Место                 | Резултат              | Место                | Детаљи |
| ---------------------- | ---------------- | ------------ | --------------------- | --------------------- | --------------------- | --------------------- | --------------------- | -------------------- | ------ |
| Жак Али Харви          | 100 м            | 9,92 НР      | Директно у полуфинале | Директно у полуфинале | 10,09 КВ              | 2. у гр. 2            | 10,07                 |                      |        |
| Елмер Зафер Бармес     | 100 м            | 10,08        | Директно у полуфинале | Директно у полуфинале | 10,21 кв              | 4. у гр. 1            | 10,29                 | 7 / 50               |        |
| Јигитџан Хекимоглу     | 100 м            | 10,34        | 10,40                 | 5. у гр. 5            | Није се квалификовао  | Није се квалификовао  | Није се квалификовао  | 26 / 50              |        |
| Рамил Гулијев          | 200 м            | 19,88 НР     | Директно у полуфинале | Директно у полуфинале | 20,33 КВ              | 1. у гр. 1            | 19,76 РЕП, НР, ЛР     |                      |        |
| Јавуз Џан              | 400 м            | 45,51 НР     | 46,58                 | 5. у гр. 1            | Нису се квалификовали | Нису се квалификовали | Нису се квалификовали | 29 / 39              |        |
| Батухан Алтинташ       | 400 м            | 45,85        | 46,91                 | 7. у гр. 4            | Нису се квалификовали | Нису се квалификовали | Нису се квалификовали | 33 / 39              |        |
| Полат Кембоји Арикан   | 5.000 м          | 13:05,98     |                       |                       |                       |                       | 13:23,42 ЛРС          | 6 / 22 (24)          |        |
| Кан Киген Озбилен      | 5.000 м          | 12:58.58     | 13:35,31 ЛРС          | 14 / 22 (24)          |                       |                       |                       |                      |        |
| Рамазан Оздемир        | 5.000 м          | 13:37,58     | 14:03,63              | 22 / 22 (24)          |                       |                       |                       |                      |        |
| Кан Киген Озбилен      | 10.000 м         | 27:03,49     | 28:32,93              | 10 / 27 (31)          |                       |                       |                       |                      |        |
| Арас Каја              | 10.000 м         | 27:48,53     | Нису завршили трку    | Нису завршили трку    |                       |                       |                       |                      |        |
| Полат Кембоји Арикан   | 10.000 м         | 27:35,50     | Нису завршили трку    | Нису завршили трку    |                       |                       |                       |                      |        |
| Јавуз Аграли           | Маратон          | 2:17:15      | 2:18:46               | 23 / 27 (31)          |                       |                       |                       |                      |        |
| Мерт Гирмалегесе       | Маратон          | 2:11:56      | 2:19:58               | 37 / 84 (92)          |                       |                       |                       |                      |        |
| Узејир Сојлемез        | Маратон          | 2:18:11      | 2:27:24               | 53 / 84 (92)          |                       |                       |                       |                      |        |
| Омер Алканоглу         | Маратон          | 2:19:44      | Нису завршили трку    | Нису завршили трку    |                       |                       |                       |                      |        |
| Музафер Бајрам         | Маратон          | 2:17:57      | Нису завршили трку    | Нису завршили трку    |                       |                       |                       |                      |        |
| Јасмани Копељо Ескобар | 400 м препоне    | 47,92 НР     | Директно у полуфинале | Директно у полуфинале | 48,88                 | 1. у гр. 3            | 47,81 НР, ЛР          |                      |        |
| Тарик Лагат Акдаг      | 3.000 м препреке | 8:17,59 НР   | Није завршио трку     | Није завршио трку     |                       |                       | Није се квалификовао  | Није се квалификовао |        |
| Елмер Зафер Бармес²    | 4 х 100 м        | 38,30 НР     | 38,30 КВ, =НР         | 6. у гр. 2            | 37,98 НР              |                       |                       |                      |        |
| Жак Али Харви²         | 4 х 100 м        | 38,30 НР     | 38,30 КВ, =НР         | 6. у гр. 2            | 37,98 НР              |                       |                       |                      |        |
| Јигиџан Хемикоглу      | 4 х 100 м        | 38,30 НР     | 38,30 КВ, =НР         | 6. у гр. 2            | 37,98 НР              |                       |                       |                      |        |
| Рамил Гулијев²         | 4 х 100 м        | 38,30 НР     | 38,30 КВ, =НР         | 6. у гр. 2            | 37,98 НР              |                       |                       |                      |        |
| Абдулах Тутунци        | 4 х 400 м        | 3:02,22 НР   | 3:07,83               | 7. у гр. 2            | Нису се квалификовали | 13 / 14 (16)          |                       |                      |        |
| Јавуз Џан²             | 4 х 400 м        | 3:02,22 НР   | 3:07,83               | 7. у гр. 2            | Нису се квалификовали | 13 / 14 (16)          |                       |                      |        |
| Акин Озјурек           | 4 х 400 м        | 3:02,22 НР   | 3:07,83               | 7. у гр. 2            | Нису се квалификовали | 13 / 14 (16)          |                       |                      |        |
| Батухан Алтинташ²      | 4 х 400 м        | 3:02,22 НР   | 3:07,83               | 7. у гр. 2            | Нису се квалификовали | 13 / 14 (16)          |                       |                      |        |
| Салих Коркмаз          | 20 км ходање     | 1:23:11      |                       |                       |                       |                       | Дисквалификован       | Дисквалификован      |        |
| Алперен Аџет           | Скок увис        | 2,30 НР      | 2,25 кв               | 4. у гр. Б            |                       |                       | 2,24                  | 5 / 27 (28)          |        |
| Алпер Кулаксиз         | Скок удаљ        | 7,94         | 7,58                  | 11. у гр. А           | Није се квалификовао  | 21 / 29 (30)          |                       |                      |        |
| Кан Озупек             | Троскок          | 16,77        | 16,66 кв              | 3. у гр. А            | 15,88                 | 12 / 21 (24)          |                       |                      |        |
| Неџати Ер              | Троскок          | 16,63        | 16,26                 | 10. у гр. Б           | Нису се квалификовали | 18 / 21 (24)          |                       |                      |        |
| Осман Џан Оздевеџи     | Бацање кугле     | 20,26        | 18,77                 | 3. у гр. А            | Нису се квалификовали | 26 / 29 (30)          |                       |                      |        |
| Озкан Балтаџи          | Бацање кладива   | 76,84        | 71,55                 | 11. у гр. А           | Нису се квалификовали | 19 / 30               |                       |                      |        |
| Ешреф Апак             | Бацање кладива   | 81,45 НР     | 72,70                 | 8. у гр. Б            | Нису се квалификовали | 17 / 30               |                       |                      |        |

- Такмичари у штафети обележени бројем трчали су и у појединачним дисциплинама.

### Жене
| Атлетичарка     | Дисциплина       | Лични рекорд | Квалификације      | Квалификације      | Полуфинале            | Полуфинале            | Финале                | Финале       | Детаљи |
| Атлетичарка     | Дисциплина       | Лични рекорд | Резултат           | Место              | Резултат              | Место                 | Резултат              | Место        | Детаљи |
| --------------- | ---------------- | ------------ | ------------------ | ------------------ | --------------------- | --------------------- | --------------------- | ------------ | ------ |
| Јасемин Џан     | 5.000 м          | 14:36,82     |                    |                    |                       |                       | 14:57,63 ЛРС          |              |        |
| Јасемин Џан     | 10.000 м         | 30:26,41     | 32:34,34           | 8 / 18 (26)        |                       |                       |                       |              |        |
| Тубаи Ердал     | Маратон          | 2:39:45      | 2:43:10            | 35 / 46 (56)       |                       |                       |                       |              |        |
| Уму Кираз       | Маратон          | 2:38:26      | 2:45:28            | 37 / 46 (56)       |                       |                       |                       |              |        |
| Елиф Дагделен   | Маратон          | 2:39:58      | 2:50:59            | 44 / 46 (56)       |                       |                       |                       |              |        |
| Елиф Горен      | 400 м препоне    | 56,56        | 57,53              | 5. у гр. 1         | Није се квалификовала | Није се квалификовала | Није се квалификовала | 25 / 33      |        |
| Озлем Каја      | 3.000 м препреке | 9:30,23      | 9:50,80            | 13. у гр. 1        |                       |                       | Није се квалификовала | 26 / 30      |        |
| Мерјем Бекмез   | 20 км ходање     | 1:36:08      |                    |                    |                       |                       | 1:31:00 СРСј, ЛР      | 11 / 26 (30) |        |
| Семиха Мутлу    | 50 км ходање     |              | Није завршила трку | Није завршила трку |                       |                       |                       |              |        |
| Карин Мелис Меј | Скок удаљ        | 6,93 НР      | 6,18               | 12. у гр. Б        |                       |                       | Нису се квалификовале | 24 / 25 (27) |        |
| Кивилџим Салман | Бацање кладива   | 72,55        | 68,10              | 9. у гр. Б         | 14 / 28               |                       | Нису се квалификовале |              |        |
| Еда Тугсуз      | Бацање копља     | 67,21 НР     | 57,77              | 8. у гр. Б         | 16 / 22 (23)          |                       | Нису се квалификовале |              |        |